# Gettjärnarna (Hede socken, Härjedalen, 691806-139185)
Gettjärnarna är en sjö i Härjedalens kommun i Härjedalen och ingår i Ljusnans huvudavrinningsområde.